# SAPIプレート

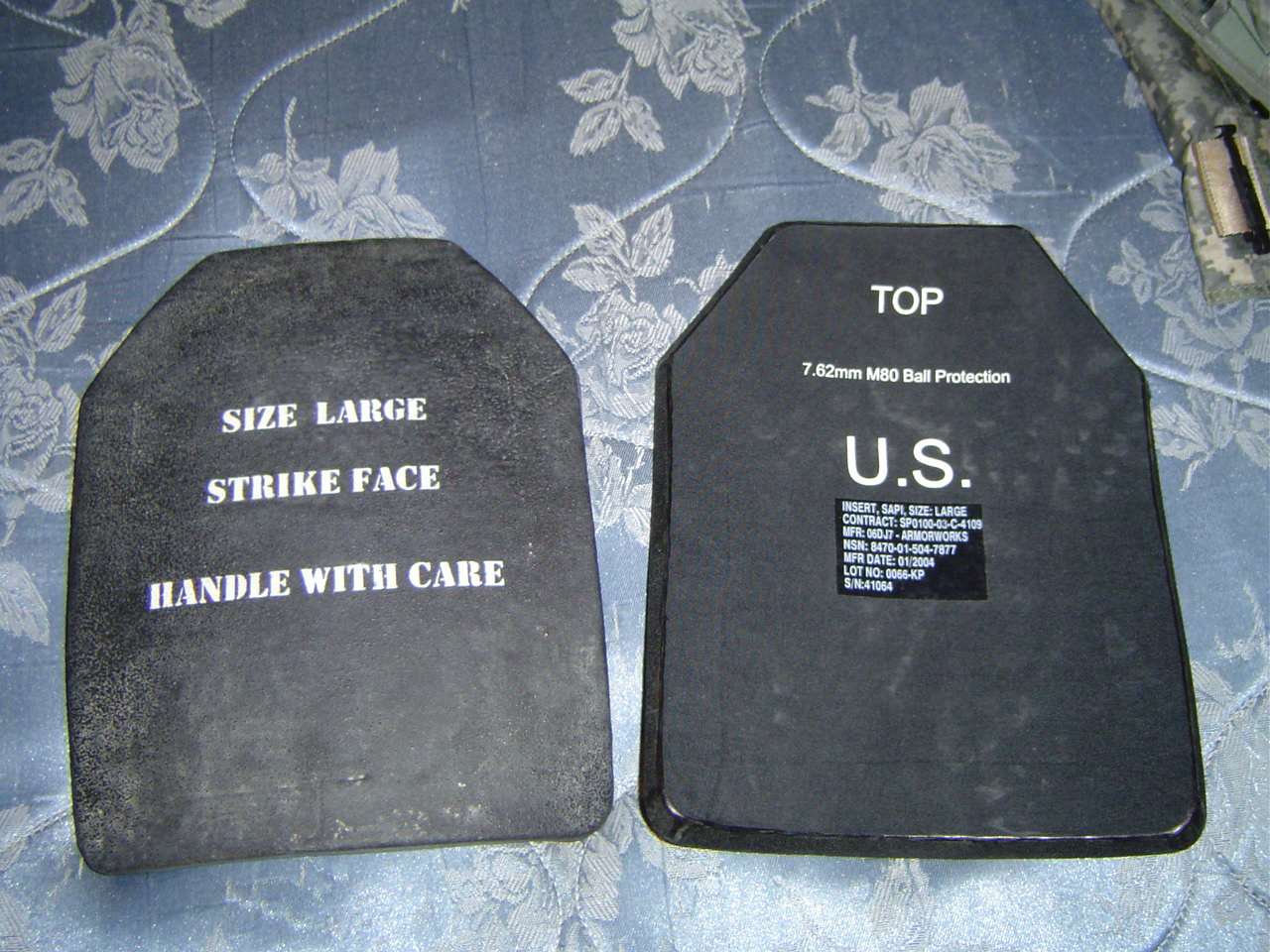
2枚一組のSAPIセラミックプレート。(2006年4月)

Small Arms Protective Insert （SAPI）は、米軍が使用するセラミックトラウマプレート。 これは、 ボディアーマーであるインターセプターボディアーマーで最初に使用された。 現在、市販の「プレートキャリア」に加えてIOTVやMTV (ボディアーマー)でも使用されている。 ソフトアーマー自体は 9×19mmパラベラム弾までの弾丸を防げるように設計されているが、高初速のライフル弾を防ぐためにはSAPIプレートと併用する必要がある。 

## ESAPI

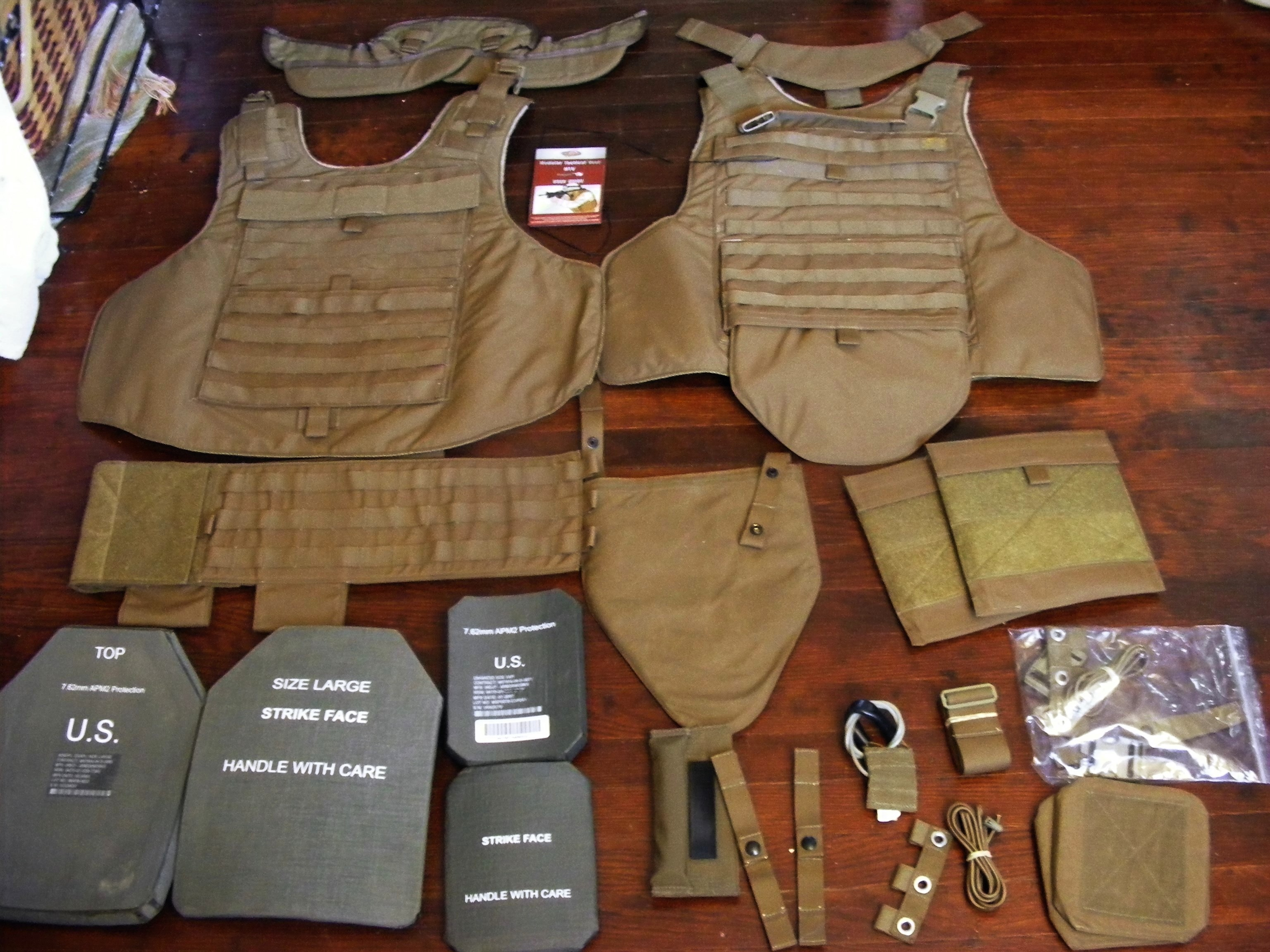
MTV (ボディアーマー)の構成物とESAPIおよびESBIプレート。

2005年5月、 アメリカ軍はそれまで配備されていたSAPIプレートからEnhanced Small Arms Protective Insert(ESAPI)への置き換えを開始した。   ESAPIは、スチールまたはタングステン弾芯を使用した.30-06スプリングフィールド M2 AP弾(徹甲弾)を防ぐことが可能で、NIJレベルIV規格に準拠した防護機能を持つ。    。ただし、1枚あたり約600ドルで、SAPIプレートよりも50％のコスト増となっている。  ESAPIプレートはCeradyne 、 BAE Systems 、およびArmorWorks Enterprisesによって生産されている。 

## XSAPI
2008年に米陸軍によって提案された、ESAPIプレートでは対応できない更に高初速の弾丸に対する防護機能を持った次世代プレートの要求。  X Threat Small Arms Protective Insert Plate(XSAPI)は、スカラーまたはフレキシブルシステムが許可され、1ポンド未満の重量増でより高い防護機能を要求される。   結果、XSAPIは、重量とプレートの厚さを犠牲にしてわずかに優れた防護力を実現した。 
XSAPIは、「X-Threat」 への対応を意図して設計された。これはM993 7.62 NATOAP弾であると別のソースから推測できる。  2011年5月にFBIがX-Threat対策としてこのプレートを利用した記録がある。 
現在。米陸軍において前線で使用するプレートにESAPI、ESBIの他にXSAPIも含まれており、司令官の判断で選択される。

## 材質と能力
インターセプターボディアーマー(IBA)のSAPIプレートは炭化ホウ素または炭化ケイ素、セラミックで作られており、 現行のESAPIプレートも同様の材質である。  プレートはNIJの評価ではなく、軍用の特定の手順に従ってテストされている。 軍事試験では、プレートへ3発発射し命中した際の生存率が求められる。標準SAPIの場合、最大口径 7.62×51mm、NATO M80 Ball(FMJ) を使用し、ESAPIの場合は.30-06スプリングフィールド M2 AP弾を用いる。 この性能は、IBAのソフトアーマー(または防護のための軍事要件を満たすソフトアーマー)と併用した場合のみ保証される。 プレートには、 ケブラーよりも最大40％高い強度を持つSpectra製の外装を用いており 、プレートまたは弾丸の破片を内部に閉じ込めて着用者を傷つけないよう設計されている。 

## サイズと重量
ボディアーマーには前後のプレート(同一のもの)、および小型のサイドプレートが付属している。 前後のプレートには5つのサイズがあり、寸法と重量は以下の通り:  
前面および背面のSAPIプレート： 
- Extra Small-1.27kg（2.8lb）| 184 x 292mm（7¼x11½インチ）
- Small-1.59kg（3.5lb）| 222 x 298mm（8¾x11¾インチ）
- Medium-1.82kg（4.0lb）| 241 x 318mm（9½x12½インチ）
- Large-2.09kg（4.6lb）| 260 x 337mm（10⅛x13¼インチ）
- Extra Large2.40kg（5.3lb）| 280 x 356mm（11 x 14インチ）

ESAPIプレートは同じサイズだが、重量がわずかに増加している。 
- Extra Small-1.70kg（3.7lb）
- Small-2.08kg（4.60lb）
- Medium-2.50kg（5.50lb）
- Large-2.85kg（6.30lb）
- Extra Large-3.25kg（7.20lb）

Side SAPI（SSAPI）胴体サイドプレート、およびその代替品であるEnhanced Side Ballistic Inserts（ESBI）の重量と寸法は同一。 ESBIプレートは、司令官が許可した場合サイズExtra SmallのESAPIプレートを代わりに用いる（ESBIキャリアの折りたたまれた底部を展開することで使用可能）。  
- 1kg（2.3lb）| 150×200mm（6 x 8インチ）

## 物理
弾丸を防ぐメカニズムは、セラミックプレートの局所的な粉砕で弾丸の運動エネルギーを吸収および散逸させ、弾丸の速度を鈍化させることにある。 Spectraのプレート外装は、衝撃のエネルギーをより広い範囲に拡散し、破片を受け止め、着用者に致命的な損傷を与える可能性を低下させる。 同じ原理が、一部の軍用機の装甲コックピットに使用されるセラミックタイル、および現代の装甲兵員輸送車に使用される破砕防止ライナーにも用いられている。 
ボディーアーマーを着用することで被弾しても無傷でいられるというのは誤った認識である。 被弾した際の衝撃による鈍的外傷は、たとえプレートとソフトアーマーを併用していても内臓に致命的な損傷(心臓震盪等)を引き起こす可能性がある。 